# Emil Václav Müller

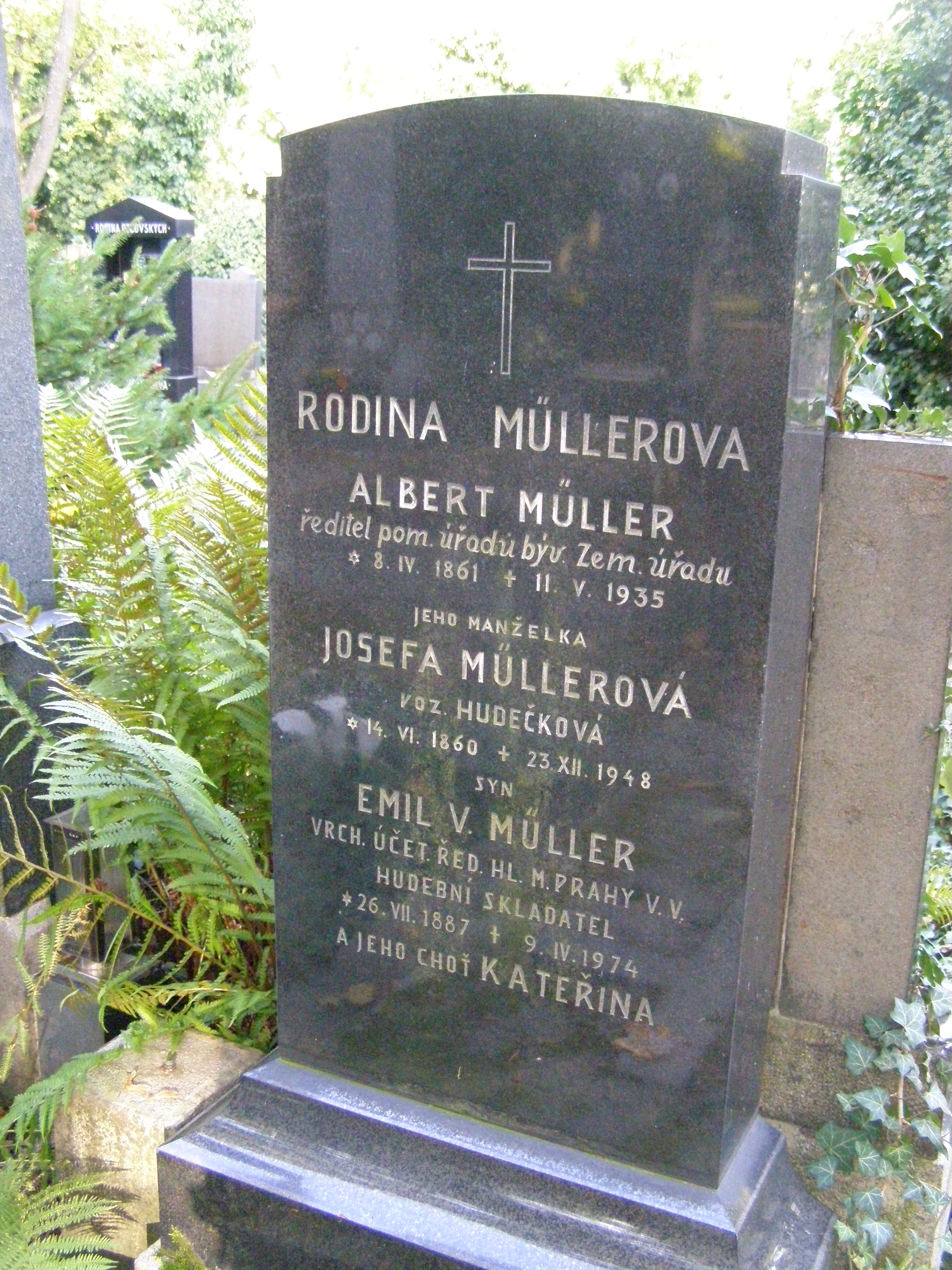
Hrob na hřbitově Malvazinky v Praze

Emil Václav Müller (26. července 1887 Praha – 9. dubna 1974) byl český hudební skladatel.

## Život
Byl synem houslisty a hudební vzdělání získal pouze od otce. Vystudoval gymnázium a pracoval jako účetní, později ředitel účetního odboru na Úřadu hlavního města Prahy. V roce 1950 odešel do důchodu. Zabýval se esperantem a zkomponoval v tomto jazyce i mši.
Jako skladatel byl velmi plodný. Zkomponoval na 60 děl, málo z nich však bylo provedeno na veřejnosti.
Zemřel roku 1974 a byl pohřben na hřbitově Malvazinky.

## Dílo
- 3 symfonie
- 2 smyčcové kvartety
- Klavírní kvartet
- Esperantská mše Prego sub la verda standardo op. 17 na slova básně Ludvíka Lazara Zamenhofa
- Symfonické básně a ouvertury, kantáty

Dále zkomponoval řadu drobnějších skladeb klavírních, skladeb pro komorní obsazení, písní a sborů.
Tiskem vyšlo:
- Ukolébavka pro housle a klavír op. 1 mužský sbor č. 1
- Je proti nám, kdo není s námi op. 6 (mužský sbor na slova Josefa Václava Sládka)
- Dudácká idylka pro klavír op. 10